# Sigurður Sigurjónsson
Sigurður Sigurjónsson, (født 6. juli 1955), er en islandsk skuespiller og manuskriptforfatter.

## Filmografi udvalg
- Mælkekrigen (2019)
- Blandt mænd og får (2015)
- Movie Days (1994)
- Atomic Station (1984)
- Den anden dans (1983)
- Land og sønner (1980)

## Eksterne links
- Sigurður Sigurjónsson på Internet Movie Database (engelsk)
- Sigurður Sigurjónsson på Filmdatabasen
- Sigurður Sigurjónsson på Svensk Filmdatabas (svensk)
- Sigurður Sigurjónsson på AlloCiné (fransk)
- Sigurður Sigurjónsson på AllMovie (engelsk)
- Sigurður Sigurjónsson på The Movie Database (engelsk)